# Minong
Minong est un village du comté de Washburn, dans l'État du Wisconsin, aux États-Unis. En 2020, il comptait une population de 548 habitants.